# PCCカー (シカゴ・サーフェス・ライン)
この項目では、アメリカ・カナダ各都市に導入された路面電車車両であるPCCカーのうち、かつてシカゴに大規模な路線網を有していたシカゴ・サーフェス・ライン（Chicago Surface Lines）に導入された車両について解説する。複数の民間企業によって運営される路面電車網であったシカゴ・サーフェス・ラインのうち、PCCカーを導入したのはシカゴ鉄道（Chicago Railways、CRY）とシカゴ市街鉄道（Chicago City Railway、CCR）であった。

## 試作車
軽量車体や多段制御、弾性車輪など新しい要素が多数盛り込まれたPCCカーの製造に先立ち、これらの要素の試験を実施するため4両の試作車が製造されたが、そのうち2両はシカゴ・サーフェス・ラインが導入し営業運転を兼ねた長期の試験運転が行われ、量産車導入後も1950年代前半まで使用された。
- 4001 - シカゴ鉄道所有の試作車で、プルマン・スタンダード製。1929年に導入された3322 - 3381（14,935 mm、49 ft）よりも長い全長15,367 mm（50 ft 5 in）の車体を有していたが、アルミニウム製車体を使用した事で重量は3322 - 3381の20.2 t（44,600 lbs）から16.3 t（36,000 lbs）へと軽減した。前面形状はシカゴ・バーリントン・アンド・クインシー鉄道の高速列車「ゼファー」を基にした流線形で、登場時の塗装も青色（ロイヤルブルー）と銀色を基調としたものだった。主電動機は後にPCCカー用の機器も手掛けるウェスチングハウス・エレクトリックの1430D（37 kw、50 HP）を4基搭載していた[1][7][8]。

- 7001 - シカゴ市街鉄道所有の試作車。製造はブリルが担当したが、同社は以降のPCCカーの量産には携わっていない[注釈 2]。車体はPCCカーの量産車に類似した前面二枚窓であったが、PCCカーと比べ角ばった形状となっていた。車体は鋼製で、電気ブレーキからの発熱を用いた暖房装置が設置されていた。主電動機はゼネラル・エレクトリック製の1178AL（37kw、50 HP）を導入し、計4基を搭載していた[1][10][7][8]。

| 製造年                        | 総数           | 軌間                           | 運転台     | 備考・参考  |
| ----------------------------- | -------------- | ------------------------------ | ---------- | ----------- |
| 1934                          | 2両(4001,7001) | 1,435mm                        | 片運転台   | [ 1 ] [ 6 ] |
| 全長                          | 全幅           | 全高                           | 着席定員   | 最大定員    |
| 15,367mm(4001) 14,935mm(7001) | 2,590mm        | 3,225mm(4001) 3,073mm(7001)    | 58人       | ？          |
| 重量                          | 最高速度       | 電動機                         | 電動機出力 | 車両出力    |
| 16.3t(4001) 16.9t(7001)       | ？             | WH 1430D(4001) GE 1178AL(7001) | 37kw       | 148kw       |

また、上記の2両と共にブルックリン・アンド・クイーンズ交通向けに導入された試作車のうち、"モデルB"（Model B、5300）と呼ばれるプルマン・スタンダード製の新造車が1934年に短期間シカゴ・サーフェス・ラインの路線で走行試験を実施した。

## 量産車
試作車の結果を受け、PCCカーは1936年から各都市へ向けて量産が開始されたが、シカゴ・サーフェス・ラインへも同年から多数の量産車が導入された。大量の乗客を輸送するために他都市に導入されたPCCカーよりも車体が長く扉数も多いのが特徴で、全長15,367 mm（50 ft 5 in）はPCCカーの中で最長だった。試作車と同様に車体は片運転台式で扉は車体右側に3箇所（前・中・後）設置されており、乗客は前方の乗降扉から乗り込み、中央の扉付近にいる車掌に運賃を支払った上で中央・後方の扉から降りる流れとなっていた。ただし運賃を支払わず降車する無賃乗車が問題になった事で、1940年に1両（4051）に対し料金前払い式に対応するよう扉や内装が試験的に改造が施された。こちらは同年中に元の姿に戻され、料金前払い式も乗車に時間がかかった結果正式に導入される事はなかったが、乗降扉の形状は第二次世界大戦後に製造された車両に採用されている。
第二次世界大戦前に導入された車両は"ブルーグース"（Blue Goose）と呼ばれるクリーム色と濃い緑色で構成された塗装であったが、夜間の視認性に問題があり、自動車との衝突事故が多発した。そこで前照灯周りに逆三角形の銀色の装飾が設置された他、1945年には"タイガーストライプ"（Tiger Stripe）と呼ばれる、3本の帯が運転台側に塗られた試験塗装が一部車両に施された。更に戦後製の車両は青色の部分を明るい青緑色とし、窓下に橙色の帯が追加された"グリーンホーネット"（Green Hornet）と呼ばれる塗装に改められ、他の車両も同様に塗り替えられた。この塗装は1945年に実施された6種類の試験塗装から乗客の投票により採用された経歴を有する。

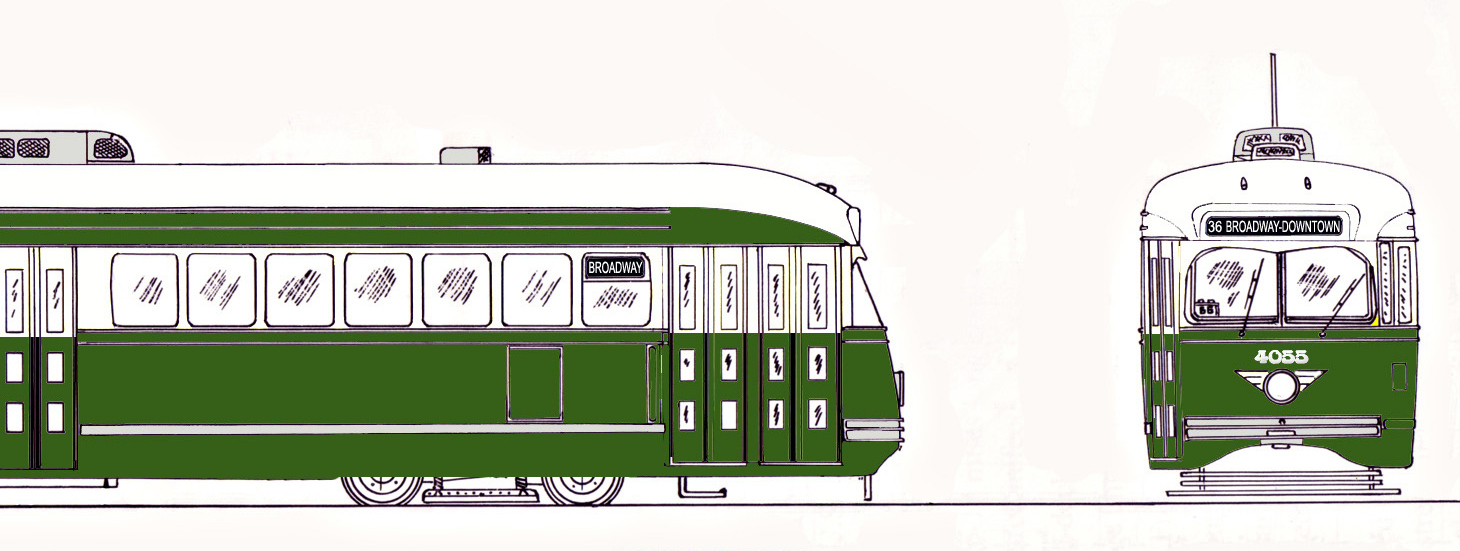
"ブルーグース"塗装
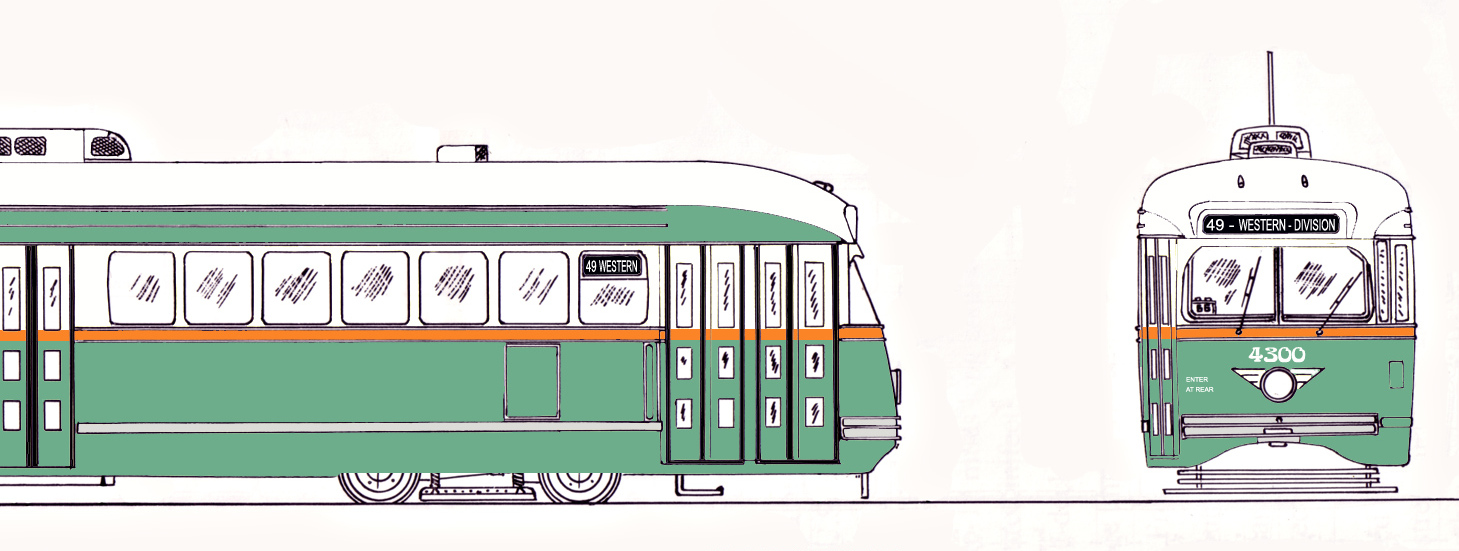
"グリーンホーネット"塗装

1936年11月12日から営業運転を開始し、出発式にはシカゴ市民約5万人、当日夜には約50万人が新型電車の見物に押しかけ、警察による交通規制が行われるほどの盛況となった。それ以降シカゴ鉄道に410両（4002 - 4411）、シカゴ市街鉄道に273両（7002 - 7274）、計683両のPCCカーが導入され、シカゴ・サーフェス・ラインは最も多くのPCCカーを購入した路面電車路線となった。戦前製車両と戦後製車両の相違点には、前述した乗降扉の形状に加えて、側面にバス窓とも呼ばれる小窓が追加された点、車内のロングシートの一部がクロスシートに変更された点等が挙げられる。設計最高速度は80.7 km/h（毎時50マイル）であったが、交通量の多いシカゴでその速さを発揮する事は無かった。製造メーカーはセントルイス・カー・カンパニー、プルマン・スタンダードの2社であった。
1947年に公営化されシカゴ交通局（Chicago Transit Authority, CTA）の路線になった後もPCCカーは引き続き使用されたが、路線縮小に伴い戦前製車両は1956年までに引退し、戦後製車両についてもシカゴの路面電車と共に1958年6月22日をもって営業運転を終了した。廃車後、多くの車両の部品はシカゴ交通局が所有する高架鉄道であるシカゴ・Lの電車（6200形、1形）に流用された。
以下、導入されたPCCカーについて、車両番号を始めとした詳細を記す。
| 導入先         | 車両番号  | 製造企業     | 製造年  | 引退年 | 塗装                                |
| -------------- | --------- | ------------ | ------- | ------ | ----------------------------------- |
| シカゴ鉄道     | 4002-4051 | セントルイス | 1936-37 | 1957   | "ブルーグース"                      |
| シカゴ鉄道     | 4052-4061 | セントルイス | 1947    | 1957   | "ブルーグース" "グリーンホーネット" |
| シカゴ鉄道     | 4062-4371 | プルマン     | 1946-48 | 1955   | "グリーンホーネット"                |
| シカゴ鉄道     | 4372-4411 | セントルイス | 1948    | 1956   | "ブルーグース" "グリーンホーネット" |
| シカゴ市街鉄道 | 7002-7034 | セントルイス | 1936-37 | 1956   | "ブルーグース"                      |
| シカゴ市街鉄道 | 7035-7274 | セントルイス | 1947    | 1958   | "グリーンホーネット"                |

## 保存
シカゴ・サーフェス・ラインのPCCカーのうち、1936年製の4021と1948年製の4391がイリノイ鉄道博物館に保存されている他、試作車の4001も車体が同博物館に残存している。また、PCCカーによる定期運転が実施されているケノーシャの路面電車やサンフランシスコのFライン（サンフランシスコ市営鉄道#Fラインも参照のこと）では、他都市から譲渡された車両の一部がシカゴ・サーフェス・ラインのPCCカーの塗装を纏っている。